# عامر أريكسون
عامر أريكسون (بالسويدية: Amer Eriksson Ibragic)‏ هو لاعب كرة قدم سويدي، ولد في 6 أكتوبر 1994. لعب مع Husqvarna FF ‏.

## وصلات خارجية
- عامر أريكسون على موقع اتحاد السويد (السويدية)
- عامر أريكسون على موقع قاعدة بيانات كرة القدم.إي يو (الإنجليزية)